# آسيا
آسِيَا أكبر قارة في الأرض وأكثرها سكانًا، ويقع معظمها في نصفي الكرة الشرقي والشمالي. وهي تغطي 8.7% من مساحة سطح الأرض الكلية (أو 30% من مساحة أراضيها، تحديدًا 44,579 مليون كم مربع)، ومع ما يقرب من 4,462 مليار نسمة، وتحتضن 60% من سكان العالم الحاليين. وقد تضاعف سكان آسيا أربع مرات تقريبًا خلال القرن 20.
وتعرف آسيا حسب التعاريف التي قدمتها الموسوعة البريطانية، وجمعية ناشونال جيوغرافيك بأنها تعادل 4/5 من أراضي أوراسيا - مع الجزء الغربي التي احتلتها أوروبا - وتقع شرق قناة السويس، شرق جبال الأورال وإلى الجنوب من جبال القوقاز وبحر قزوين والبحر الأسود. يحدها من الشرق المحيط الهادي، ومن الجنوب المحيط الهندي ومن الشمال المحيط المتجمد الشمالي. نظرًا لحجمها وتنوعها، فإن آسيا - اسم مكاني يعود تاريخه إلى العصر الكلاسيكي القديم - «هو أكثر المفاهيم الثقافية مشتركة بين المناطق والأشخاص من الكيان المادي المتجانس. وهناك اختلافات كبيرة في آسيا ما بين داخلها وخارجها في ما يتعلق بالجماعات العرقية، والثقافات، والبيئات، والاقتصاد، والعلاقات التاريخية والنظم الحكومية.

## أصل الكلمة
جاءت التسمية من اللغة الأكادية (لغة قديمة في العراق) من لفظ «أسو/Assu» ويعني «مشرق"
في حين البعض يرجعها إلى أصل يوناني، من كلمة "Ἀσία" اليونانية القديمة، بمعنى «شرق» (أو «شروق الشمس» في حال تسمية الإناث)، استعملها هيرودوت (سنة 440 قبل الميلاد) في إشارة للأناضول.

## الجغرافيا

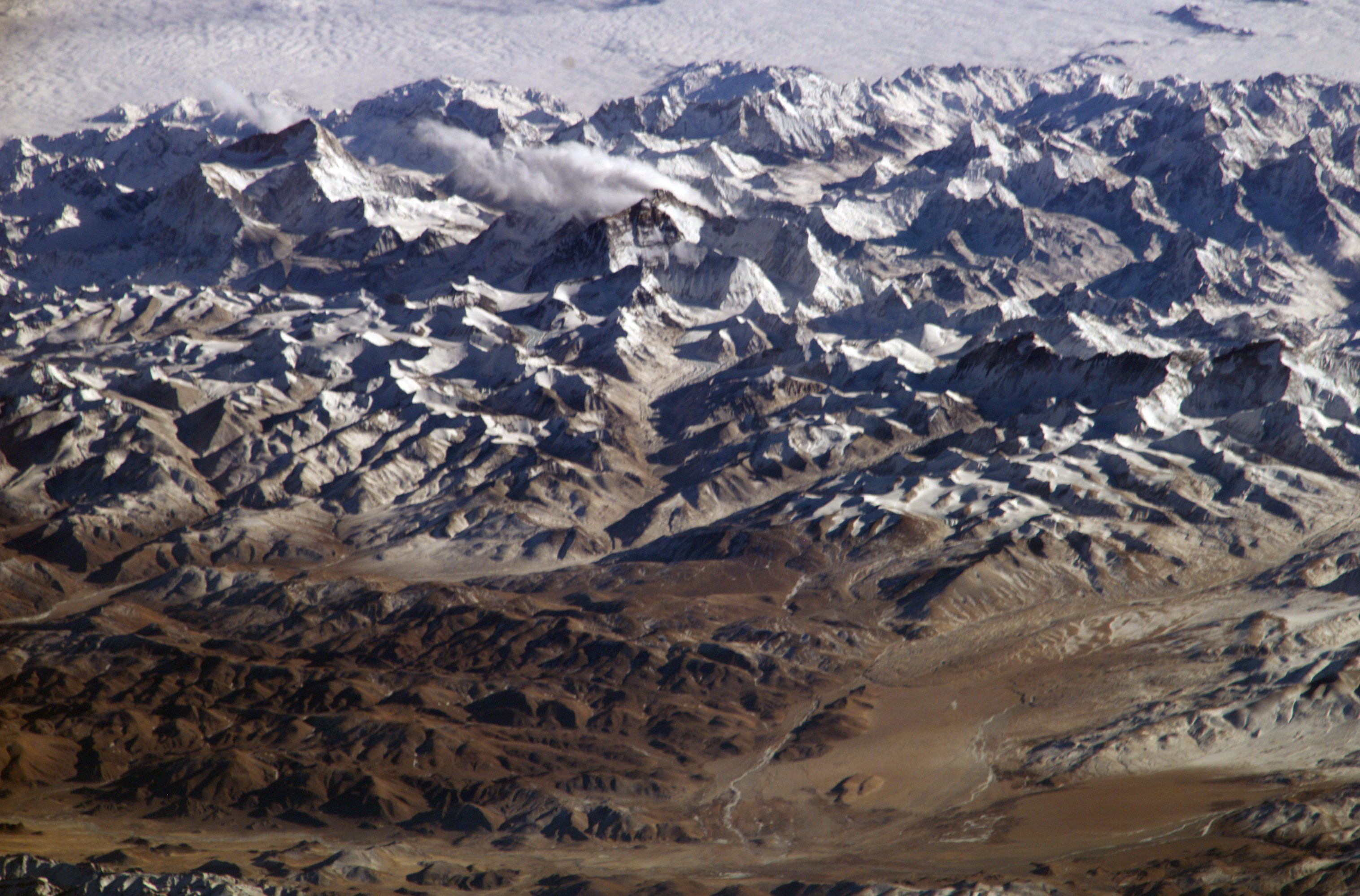
سلسلة جبال هيمالايا هي موطن بعض أعلى قمم الكوكب.

آسيا هي أكبر قارات الأرض. تغطي 9٪ من إجمالي مساحة سطح الأرض (أو 30٪ من مساحة اليابسة)، وفيها أطول خط ساحلي، يبلغ طوله 62,800 كم. تُعرَّف آسيا عمومًا على أنها تكوّن أربعة أخماس أوراسيا امتداداً نحو الشرق. تقع إلى الشرق من قناة السويس وجبال الأورال، وجنوب جبال القوقاز وبحر قزوين والبحر الأسود. يحدها من الشرق المحيط الهادئ ومن الجنوب المحيط الهندي ومن الشمال المحيط المتجمد الشمالي. تنقسم آسيا إلى 49 دولة، خمسة منها دول عابرة للقارات أي يقع جزء من أراضيها في قارة أوروبا وهي جورجيا وأذربيجان وروسيا وكازاخستان وتركيا. جغرافيًا، تقع روسيا جزئيًا في آسيا، لكنها تعتبر دولة أوروبية، سواء ثقافياً أو سياسيًا.
تعتبر صحراء جوبي في منغوليا أكبر صحارى آسيا، وتمتد الصحراء العربية عبر دول الشرق الأوسط. يعتبر نهر يانغتسي في الصين أطول أنهار القارة، وسلسلة جبال الهمالايا بين نيبال والصين أطول سلسلة جبلية في العالم. تمتد الغابات الاستوائية المطيرة عبر معظم جنوب آسيا وتقع الغابات الصنوبرية والنفضية في أقصى الشمال.

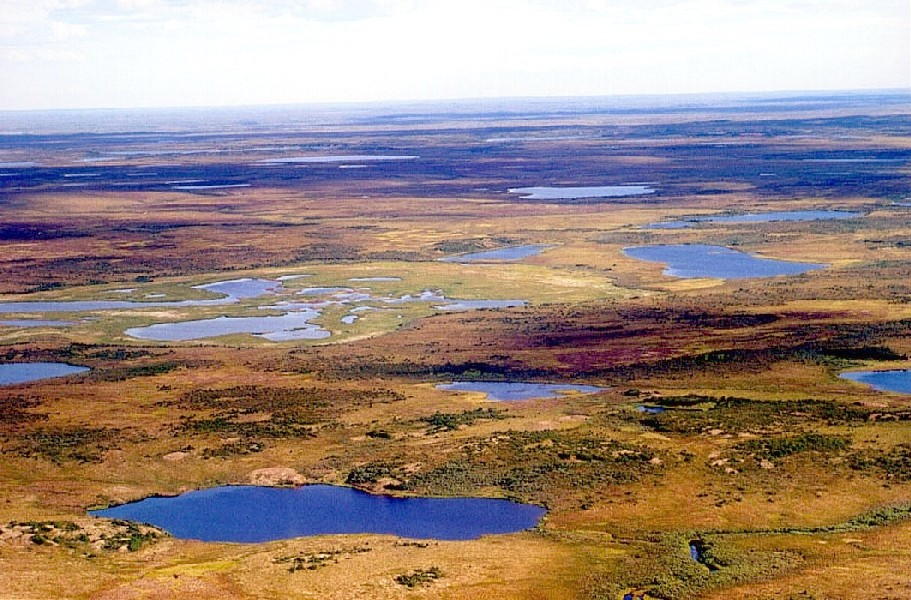
تندرا في سيبيريا
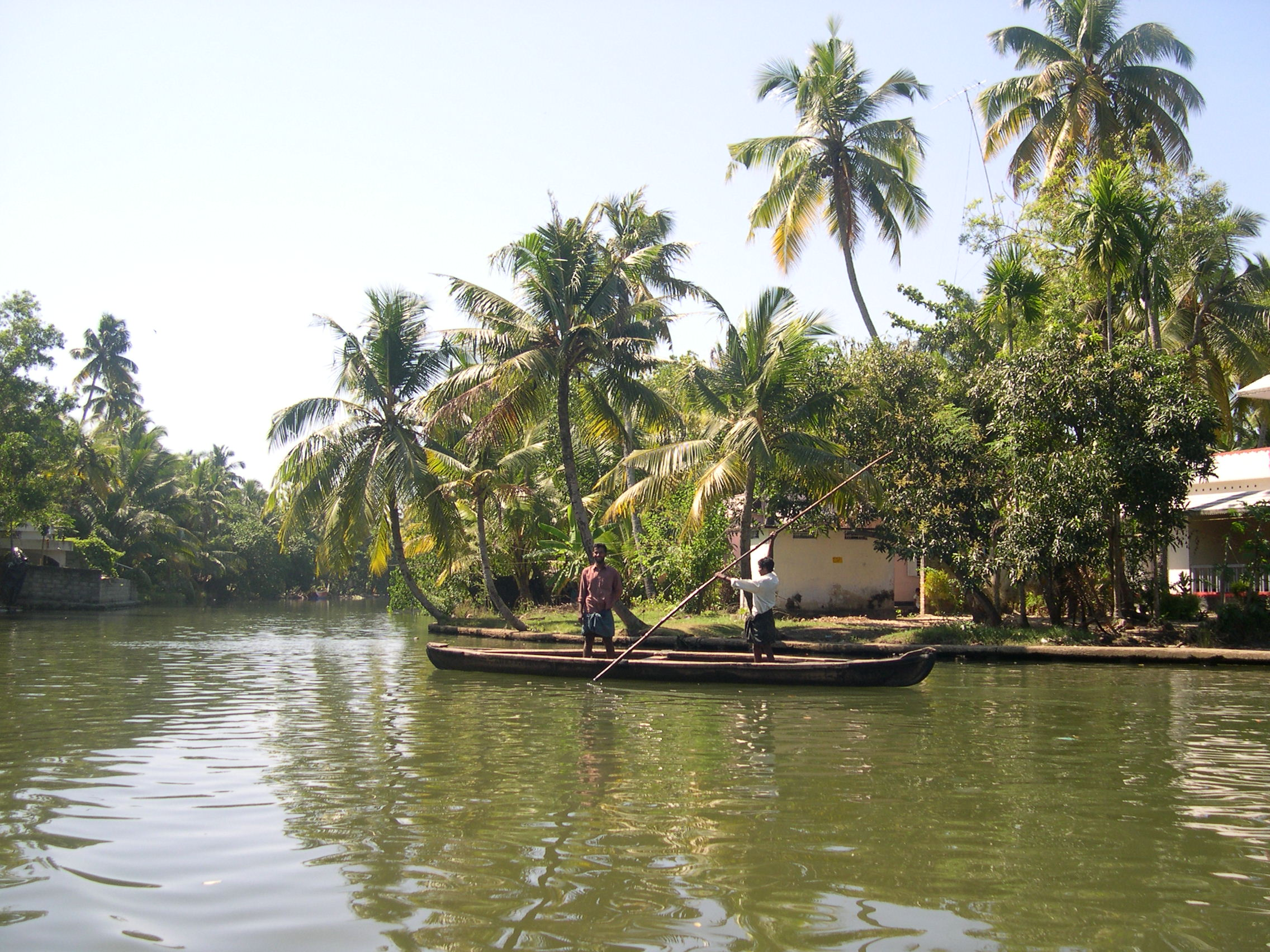
كيرلا باك ووترس
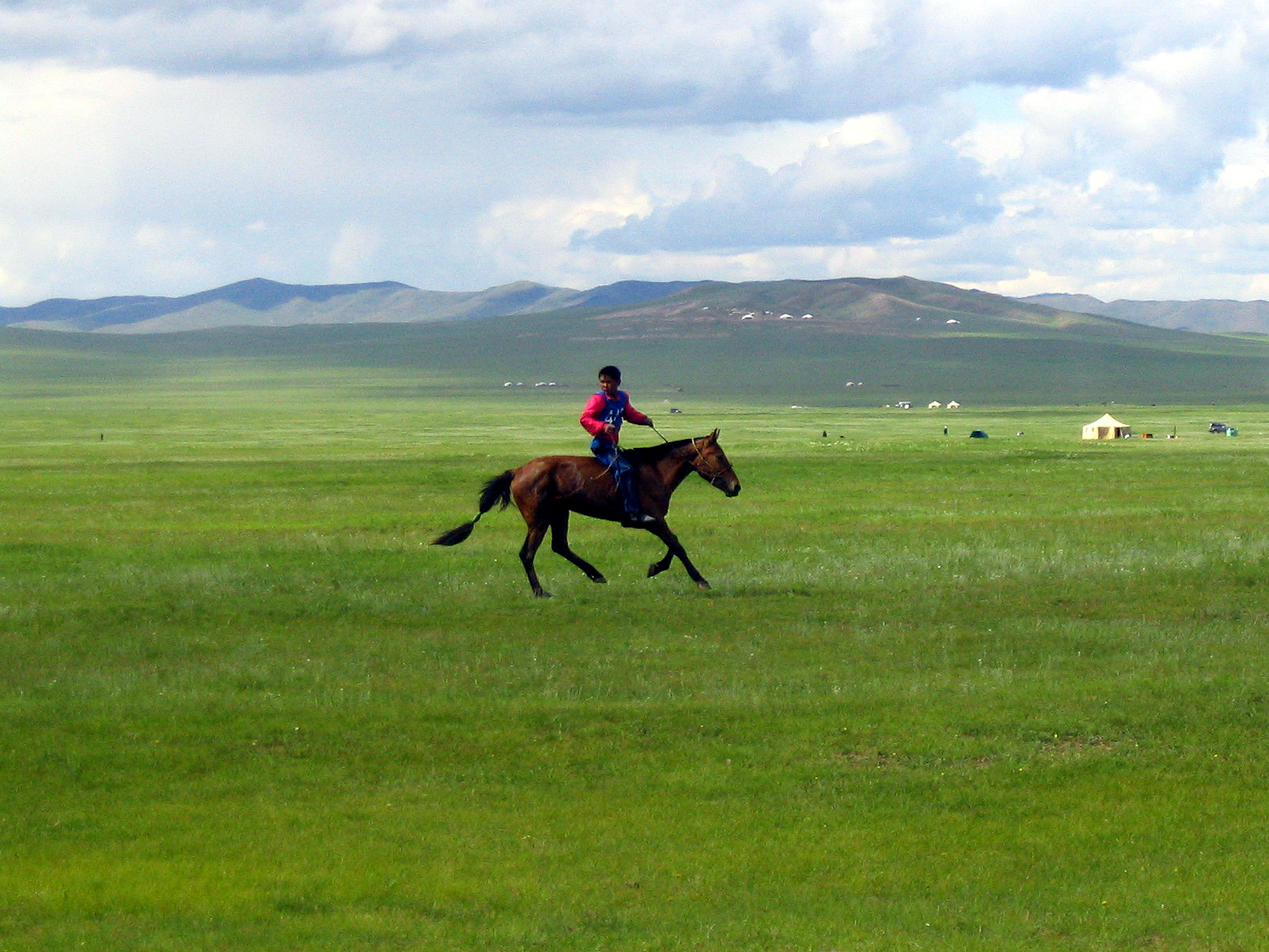
سهوب منغوليا
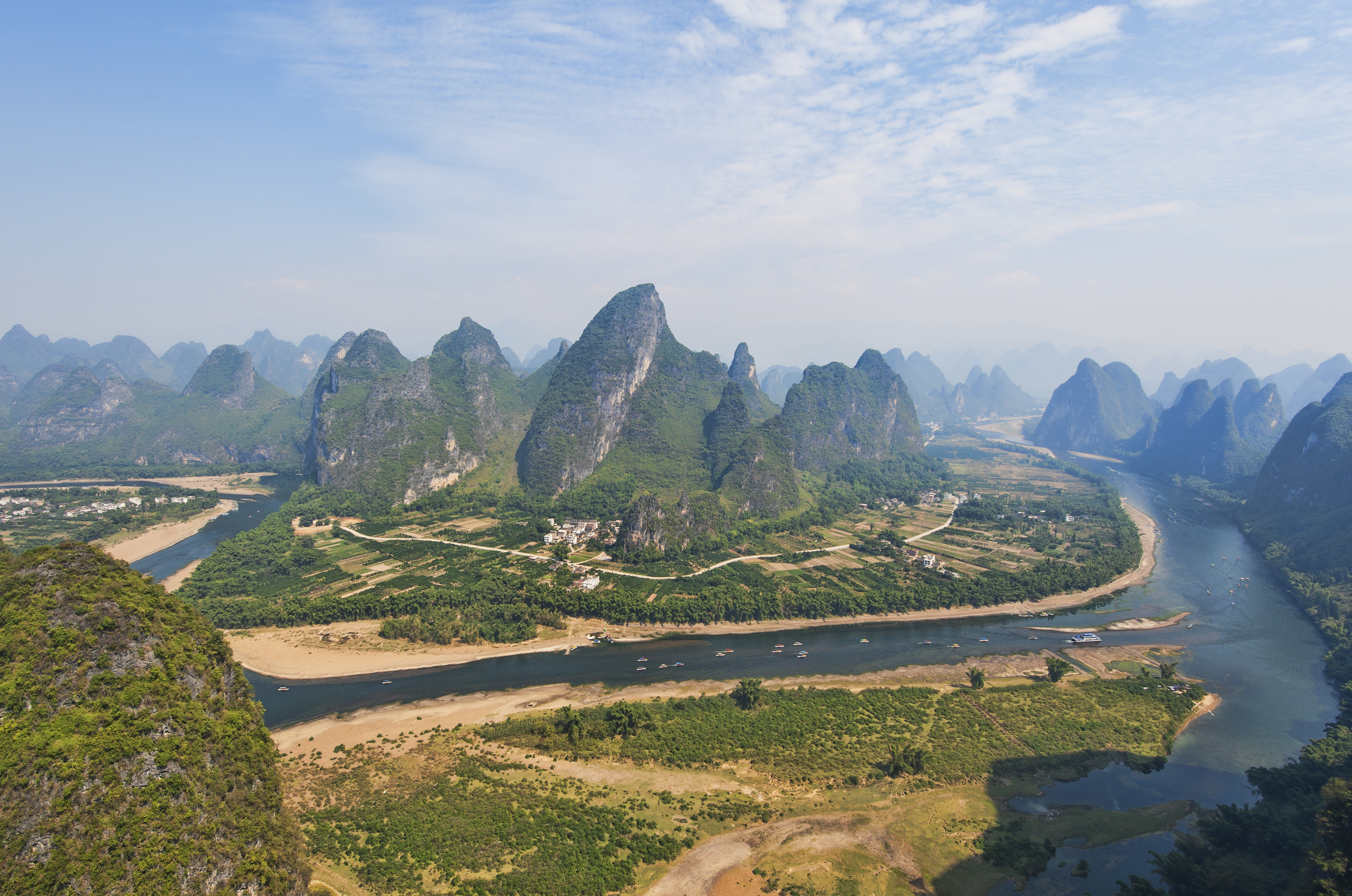
South China Karst
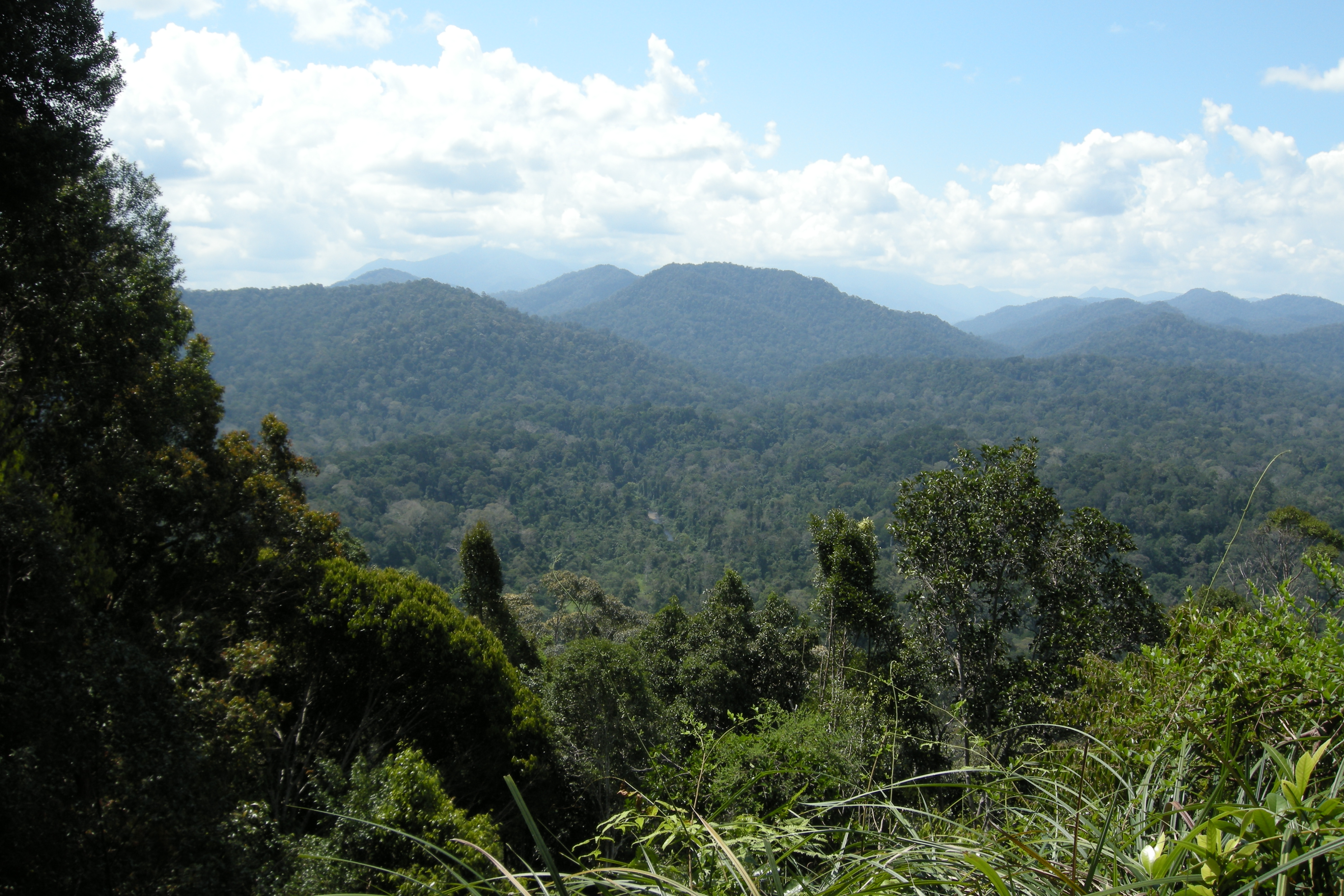
تامان نيغارا، شبه الجزيرة الماليزية
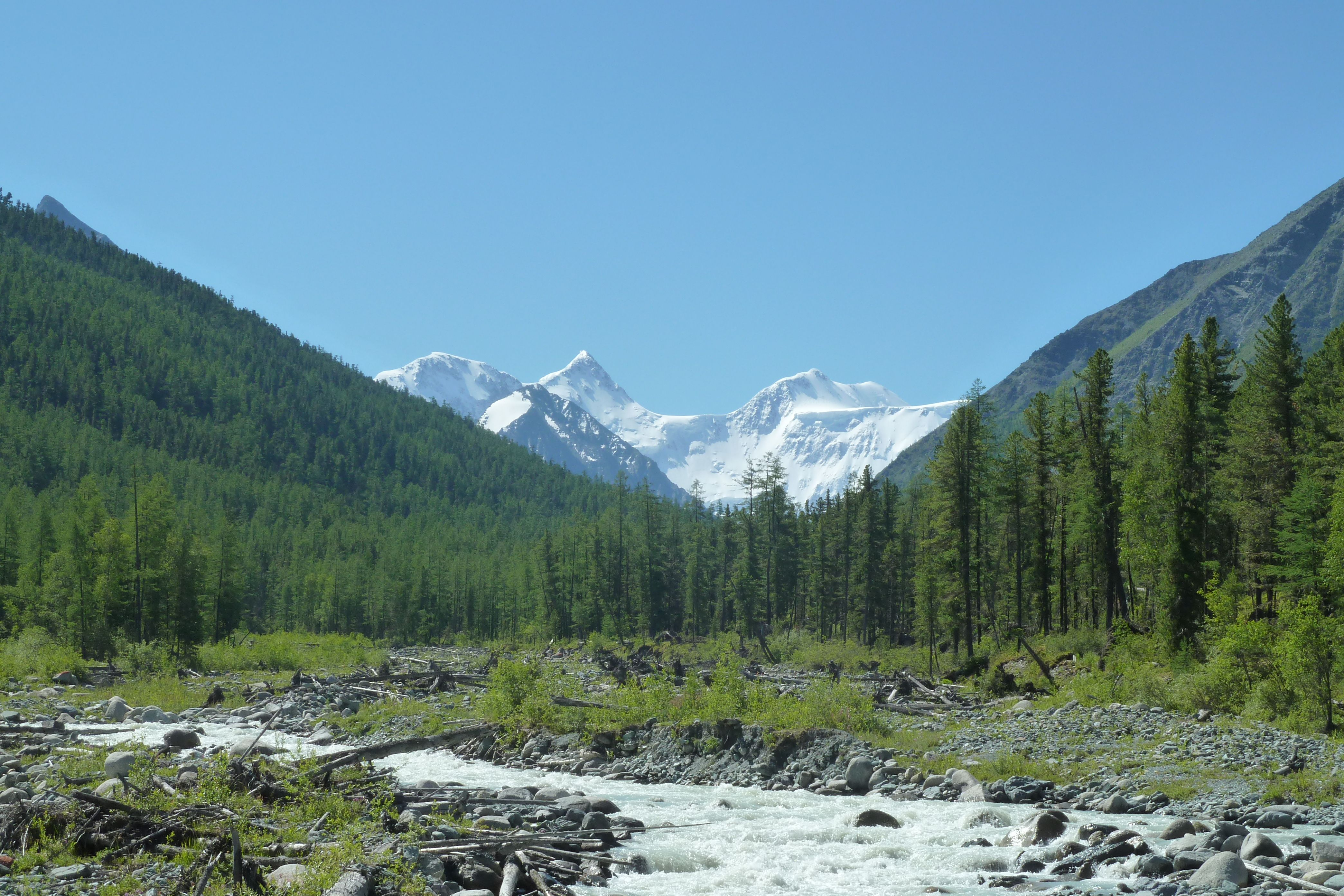
جبال ألتاي
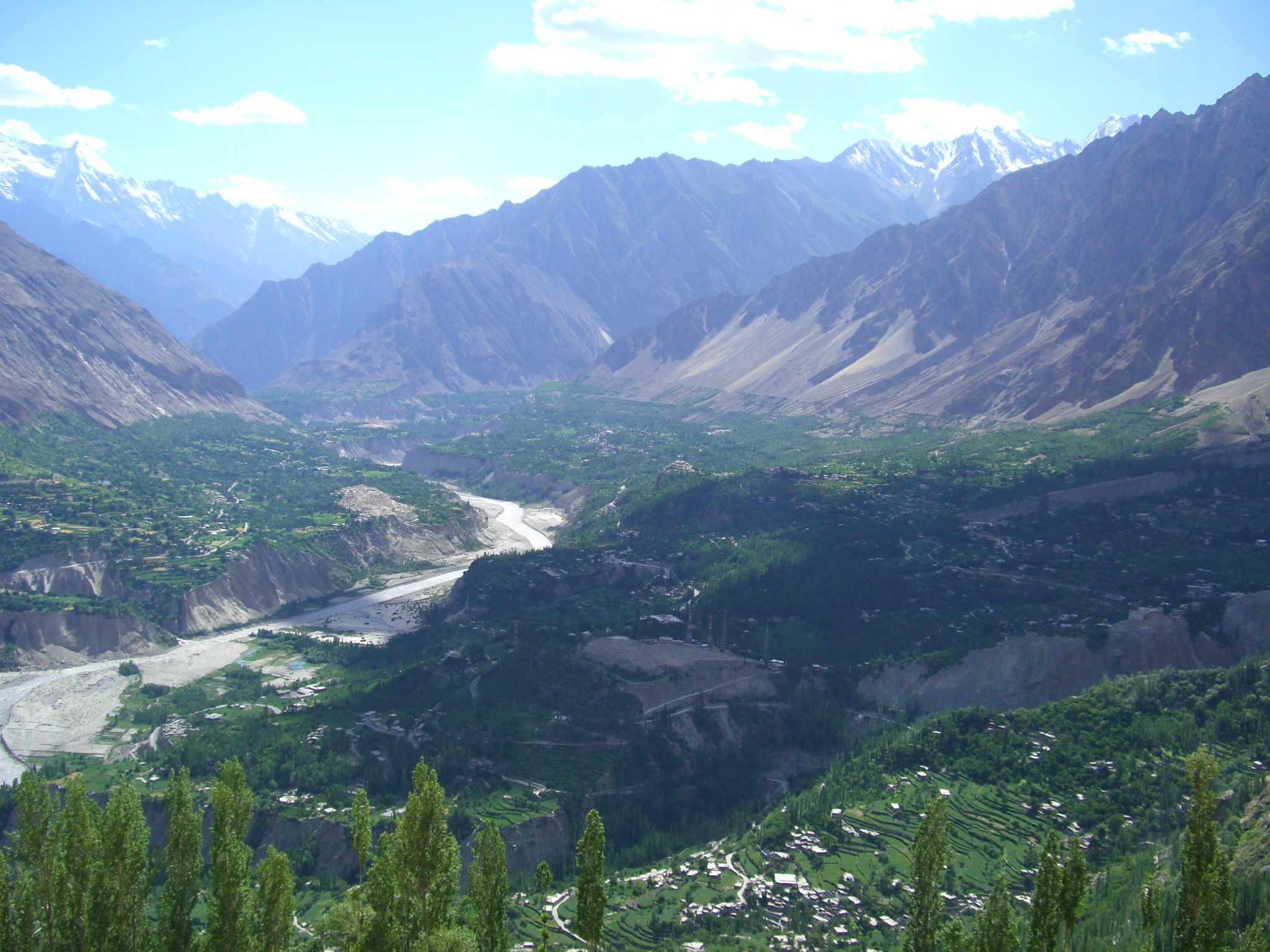
هنزه
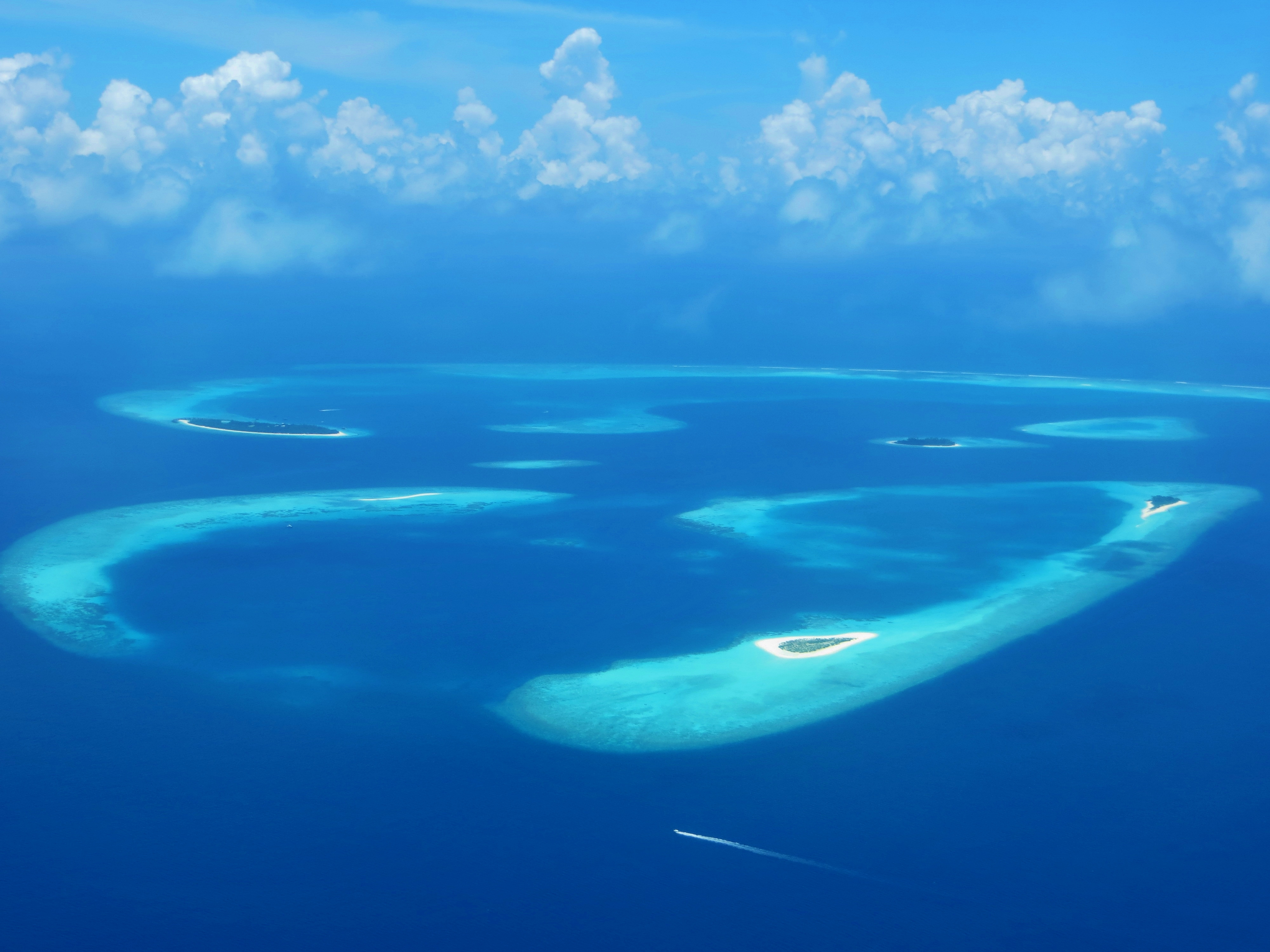
آتولات جزر المالديف
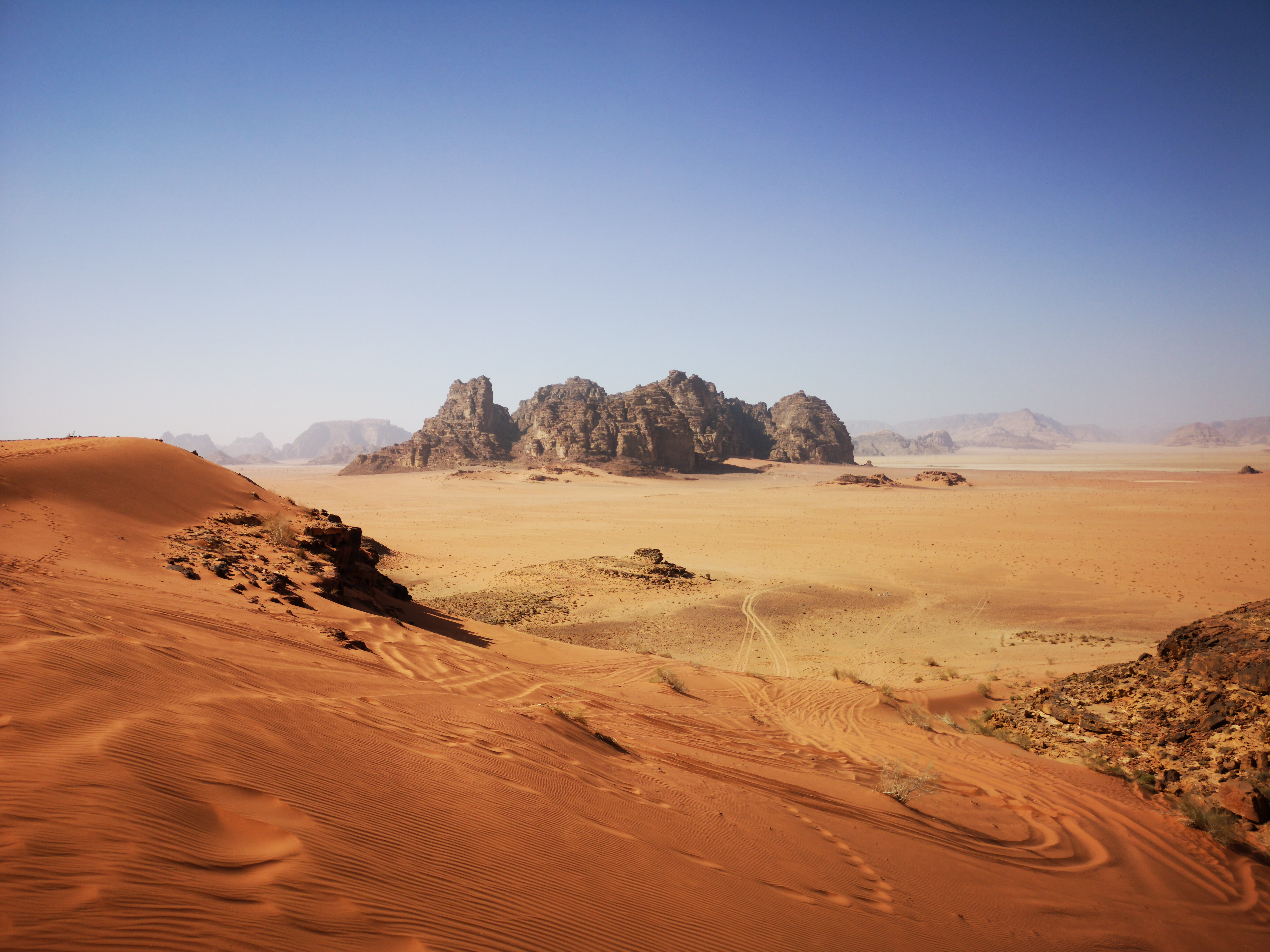
وادي رم في الأردن

### المناطق الرئيسية
- North Asia
- Central Asia
- Western Asia (Near East)
- South Asia
- East Asia (Far East)
- Southeast Asia

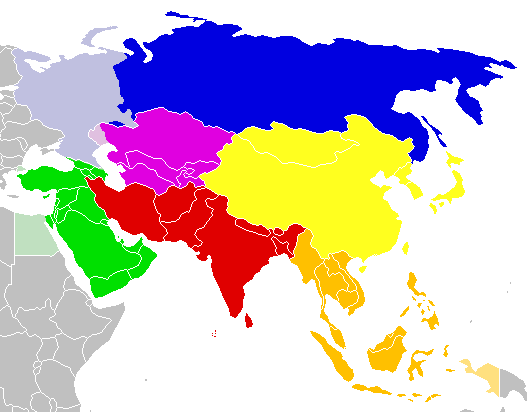
تقسيم آسيا إلى مناطق وفق مجموعة الأمم المتحدة للتنمية المستدامة

هناك مناهج مختلفة للتقسيم الإقليمي لآسيا. تستخدم وكالة الإحصاء التابعة للأمم المتحدة UNSD التقسيم الفرعي التالي إلى المناطق من بين طرق أخرى. تقسّم الأمم المتحدة آسيا إلى مناطق فقط لأسباب إحصائية ولا يعني أي افتراضات حول الانتماءات السياسية أو غيرها من الانتماءات للبلدان والأقاليم.
- آسيا الشمالية (سيبيريا)[ا]
- آسيا الوسطى (آسيا الوسطى)
- غرب آسيا (الشرق الأوسط أو الشرق الأدنى والقوقاز)
- جنوب آسيا (شبه القارة الهندية)
- شرق آسيا (الشرق الأقصى)
- جنوب شرق آسيا (الهند الشرقية وجنوب شرق آسيا البري)

### المناخ

Köppen-Geiger climate classification map for Asia.

تتمتع آسيا بخصائص مناخية متنوعة للغاية. تراوح المناخات بين القطب الشمالي وشبه القطب الشمالي في سيبيريا إلى المناطق الاستوائية في جنوب الهند وجنوب شرق آسيا. المناخ رطب عبر الأقسام الجنوبية الشرقية، وجاف عبر معظم المناطق الداخلية. تحدث بعض أكبر نطاقات درجات الحرارة اليومية على الأرض في الأجزاء الغربية من آسيا. يسود دوران الرياح الموسمية في الأجزاء الجنوبية والشرقية، بسبب وجود جبال الهيمالايا ما يؤدي إلى تكوين انخفاض حراري يسحب الرطوبة خلال فصل الصيف. الأجزاء الجنوبية الغربية من القارة حارة. تعدّ سيبيريا إحدى أبرد المناطق في نصف الكرة الأرضية الشمالي، ويمكن أن تعمل كمصدر للكتل الهوائية في القطب الشمالي لأمريكا الشمالية. تعتبر منطقة شمال شرق الفلبين وجنوب اليابان أكثر المناطق التي تنشط فيها الأعاصير المدارية على وجه الأرض.

#### التغيّر المناخي
للاحتباس الحراري تأثيرات كبيرة على العديد من البلدان في القارة.
حددت دراسة استقصائية أجرتها Maplecroft 16 دولة آسيوية من الدول الأكثر تأثّراُ بتغير المناخ. احتسبت قابلية تعرض كل دولة باستخدام 42 مؤشراً اجتماعياً واقتصادياً وبيئياً، والتي حددت التأثيرات المحتملة لتغير المناخ خلال الثلاثين عاماً القادمة. أما هذه الدول فتشمل الهند وبنغلاديش والفلبين وفيتنام وتايلند وباكستان والصين وسريلانكا. بعض التحولات تحدث بالفعل. على سبيل المثال، في الأجزاء الاستوائية من الهند ذات المناخ شبه القاحل، ارتفعت درجة الحرارة بمقدار 0.4 درجة مئوية بين عامي 1901 و 2003.
هدفت دراسة أجراها المعهد الدولي لبحوث المحاصيل في المناطق المدارية شبه القاحلة (ICRISAT) عام 2013 إلى إيجاد نُهج وتقنيات قائمة على العلم تمكّن النظم الزراعية في آسيا من التعامل مع تغير المناخ، بحيث تعمّ الفائدة على الفقراء والمزارعين الضعفاء خصوصاً. تراوحت توصيات الدراسة بين تحسين استخدام المعلومات المناخية في التخطيط المحلي وتعزيز الخدمات الاستشارية الزراعية القائمة على الطقس، إلى تحفيز تنويع دخل الأسرة الريفية وتقديم حوافز للمزارعين لاعتماد تدابير للحفاظ على الموارد الطبيعية لتعزيز الغطاء الحرجي، وتجديد المياه الجوفية واستخدم الطاقة المتجددة.
الدول العشر في رابطة دول جنوب شرق آسيا (آسيان) وهي بروناي وكمبوديا وإندونيسيا ولاوس وماليزيا وميانمار والفلبين وسنغافورة وتايلند وفيتنام هي من بين الدول الأكثر عرضة لتأثيرات تغير المناخ في العالم، ومع ذلك فإن جهود التخفيف من آثار تغير المناخ التي تبذلها الرابطة لا تتناسب مع التهديدات والمخاطر المناخية التي تواجهها.

### الجغرافيا الطبيعية
انظر أيضا: الجغرافيا في آسيا، الدول في كلًا من بلدان آسيا وأوروبا،

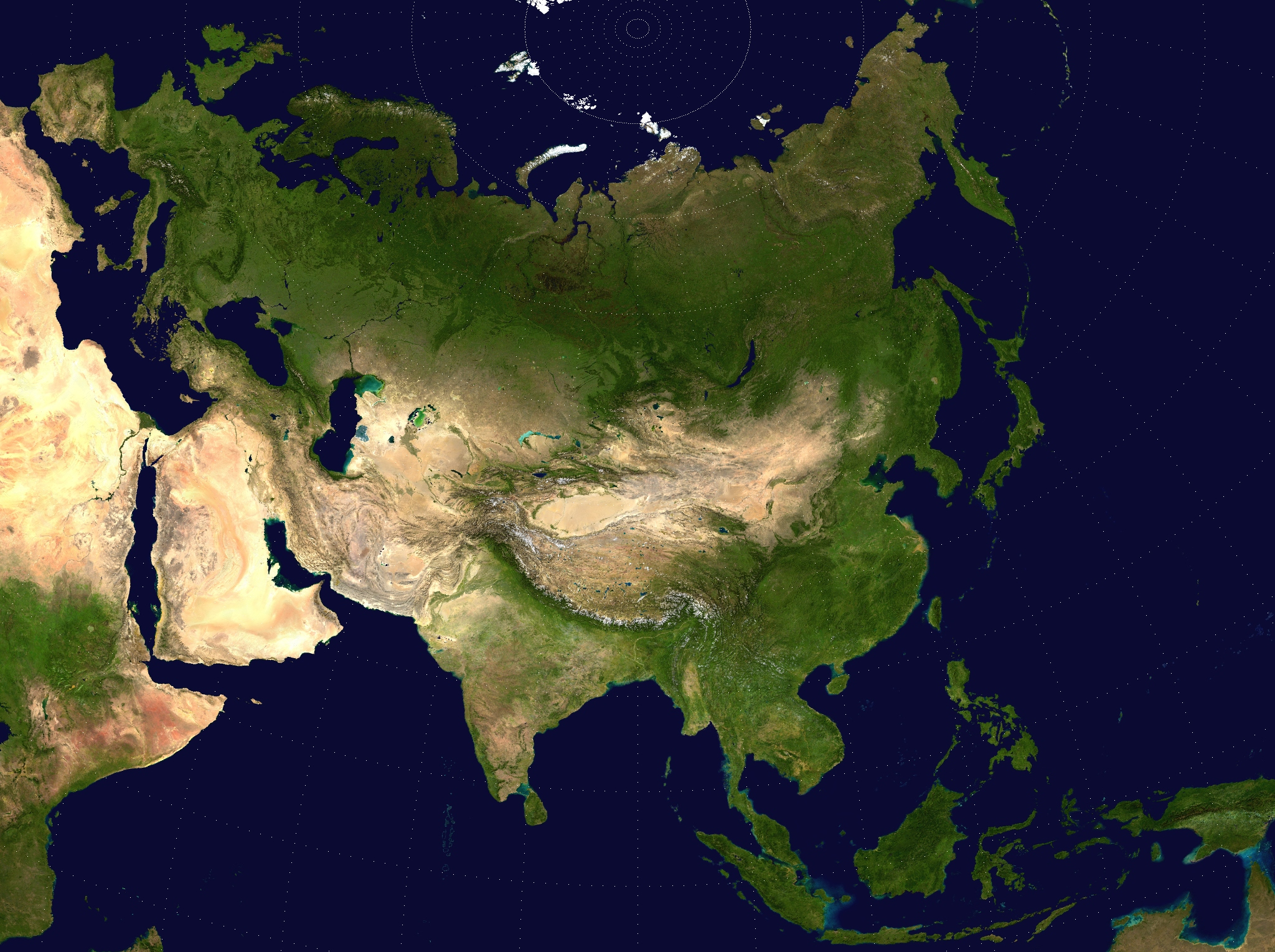
صورة لآسيا عبر الأقمار الصناعية.

اعتبر سكان العصور الوسطى لأوروبا أن آسيا كقارة هي كتلة مميزة من الأرض. ويرجع المفهوم الأوربي للثلاث قارات في العالم القديم إلى الكلاسيكية القديمة، ولكنه كان ملاحظًا في العصور الوسطى بسبب ايزيدور اشبيلية (انظر إلى خريطة T وO).والحد الفاصل بين آسيا وأفريقيا هو برزخ السويس وولاية البحر الأحمر والحد الفاصل بين آسيا وأوروبا ينحدر تقليديًا خلال الدردنيل، وبحر مرمرة، ومضيق البسفور والبحر الأسود وجبال القوقاز وبحر قزوين ونهر الأورال إلى منبعه وجبال الأورل إلى بحر كارا بالقرب من كارا، في روسيا. في حين أن هذا التفسير للقارات الثلاثية (أي، من آسيا وأوروبا وأفريقيا) لا يزال شائع في العصر الحديث، واكتشاف مساحة أفريقيا وآسيا، جعل من هذا التعريف إلى حد ما ينطوي على مفارقة تاريخية. وهذا صحيح بشكل خاص في حالة آسيا، والتي لديها العديد من المناطق التي يمكن اعتبارها كتلة أرضية مميزة في حال استخدام هذه المعايير (مثال؛ جنوب وشرق آسيا).
تنفصل سيبيريا عن أمريكا الشمالية في أقصى الشمال الشرقي من آسيا عن طريق مضيق بيرينغ. ويحد آسيا من الجنوب المحيط الهندي (على وجه التحديد، من الغرب إلى الشرق، خليج عدن، وبحر العرب وخليج البنغال، ومن الجانب الشرقي مياه المحيط الهادي (بما في ذلك، عكس عقارب الساعة، وبحر الصين الجنوبي، وبحر الصين الشرقي، والبحر الأصفر، وبحر اليابان، وبحر أوخوتسك بحر بيرينغ ومن الشمال المحيط القطبي الشمالي. وأستراليا (أو أوقيانوسيا) في الجنوب الشرقي.
لا يعدّ بعض الجغرافيين أن آسيا وأوروبا قارات منفصلة، حيث إنه لا توجد أي فاصل مادي منطقي بينهم. على سبيل المثال، يجادل السيد باري كونليف، وهو أستاذ فخري لعلم الآثار الأوروبية في جامعة أكسفورد، ويقول أن أوروبا من الناحية الجغرافية والثقافية هي بكل بساطة «زائدة غربية لقارة آسيا». وجغرافيا، فإن آسيا، تشكل الجزء الشرقي الأساسي لقارة أوراسيا باعتبار أوروبا هي شبه الجزيرة الشمالية الغربية لهذه الكتلة الأرضية - أو الأفرو-أوراسيا: وجغرافيًا فإن آسيا وأوروبا وأفريقيا يُكونوا كتلة أرضية واحدة ممتدة (ما عدا قناة السويس) ويتشاركوا في جرف قاري واحد. وتقريبًا فإن معظم آسيا تجلس على قمة البليت الأوراسي، وتلتصق بالجنوب عن طريق البليت العربي والهندي مع معظم الجزء الشرقي لسيبريا (شرق سلسلة شيرسيكي) على البليت الأمريكي الشمالي.
هناك مدرستان للفكر بالنسبة للجغرافيا. مدرسة منهم تتبع الفرض التاريخي وتعامل أوروبا وآسيا على أنهم قارتين مختلفتين، مع تصنيف المناطق الفرعية داخلهم من أجل تحليل أكثر تفصيلًا. أما المدرسة الأخرى فتساوي بين كلمة «قارة«وبين المنطقة الجغرافية عندما تشير إلى أوروبا، وتستخدم كلمة «منطقة» لوصف آسيا من حيث الجغرافيا الطبيعية. ومنذ ذلك الحين، فإن كلمة «قارة» من الناحية اللغوية، تنطوي على اليابسة المتميزة، فأصبح من الشائع استبدال مصطلح «منطقة» بدلًا من «قارة» لتجنب مشكلة إزالة الغموض تمامًا.
نظرًا لاتساع وتنوع مساحة اليابسة، فإنه في بعض الأحيان يكون حتى معرفة مما تتكون آسيا غير واضح. تستبعد بعض التعاريف تركيا، والشرق الأوسط، ووسط آسيا وروسيا في حين اعتبار أشباه قارات الشرق الأقصى وجنوب شرق آسيا والهند أنهم يكونوا آسيا،  خصوصًا في الولايات المتحدة بعد الحرب العالمية الثانية. ويستخدم المصطلح في بعض الأحيان ليشير إلى منطقة آسيا - المحيط الهادي بآسيا، والتي لا تشتمل على الشرق الأوسط لروسيا،  ولكنها تشتمل على الجزر الموجودة في المحيط الهادي - وهناك عددًا منهم يعدّ جزء من أستراليا أو أوقيانوسيا، على الرغم من أن جزر المحيط الهادي لا تعدّ آسيوية.

## الدول والسكان

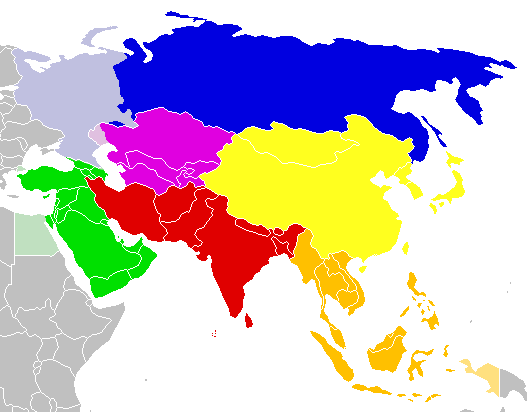
أجزاء آسيا.

يوجد في آسيا 49 دولة معترف بها بالإضافة إلى 5 كيانات شبه مستقله ويبلغ عدد سكان آسيا ما يقارب الأربع مليارات نسمة، وتقسم آسيا من قبل وكالة الإحصاء التابعة للأمم المتحدة UNSD إلى 6 أجزاء إصطلاحية بحيث تسمى كل مجموعة دول تحت مصلطح معين بناء على موقعها من القارة. هذا التقسيم لآسيا إلى مناطق من قبل الأمم المتحدة يتم فقط لأسباب إحصائية ولا يعني أي افتراضات حول الانتماءات السياسية أو الثقافية للبلدان والأقاليم.
أجزاء القارة وألوانها المبينة على الخريطة:
- شمال آسيا (أزرق)
- وسط آسيا (بنفسجي)
- غرب آسيا (أخضر)
- جنوب آسيا (أحمر)
- شرق آسيا (أصفر)
- جنوب شرق آسيا (برتقالي)

| اسم المنطقة و الأرض، مع [وضح من هو المقصود ؟]! المنطقة (كم ²) | المساحة    | السكان (2021) | الكثافة السكانية | العاصمة         |
| ------------------------------------------------------------- | ---------- | ------------- | ---------------- | --------------- |
| وسط آسيا:                                                     |            |               |                  |                 |
| أفغانستان                                                     | 647.500    | 40,099,462    | 42.9             | كابول           |
| أوزبكستان                                                     | 447,400    | 34,081,449    | 57.1             | طشقند           |
| تركمانستان                                                    | 488,100    | 6,341,855     | 9.6              | عشق آباد        |
| طاجيكستان                                                     | 143,100    | 9,750,064     | 47.0             | دوشنبه          |
| قرغيزستان                                                     | 198,500    | 6,527,743     | 24.3             | بشكيك           |
| كازاخستان                                                     | 2,724,927  | 19,196,465    | 5.7              | أستانا          |
| شرق آسيا:                                                     |            |               |                  |                 |
| تايوان                                                        | 35,980     | 23,859,912    | 626.7            | تايبيه          |
| الصين                                                         | 9,584,492  | 1,425,893,465 | 134.0            | بكين            |
| كوريا الجنوبية                                                | 98,480     | 51,830,139    | 490.7            | سول             |
| كوريا الشمالية                                                | 120,540    | 25,971,909    | 184.4            | بيونغ يانغ      |
| ماكاو                                                         | 25         | 460.823       | 18,473.3         | ماكاو           |
| منغوليا                                                       | 1,565,000  | 3,347,782     | 1.7              | أولان باتور     |
| هونغ كونغ                                                     | 1.092      | 7.008.300     | 6,417.9          | هونغ كونغ       |
| اليابان                                                       | 377,835    | 127.288.628   | 336.1            | طوكيو           |
| شمال آسيا:                                                    |            |               |                  |                 |
| روسيا                                                         | 17.075.400 | 145,102,755   | 26.8             | موسكو           |
| جنوب شرق آسيا:                                                |            |               |                  |                 |
| إندونيسيا                                                     | 1,919,440  | 273,753,191   | 120.1            | جاكرتا          |
| بروناي                                                        | 5,770      | 445,373       | 66.1             | بندر سري بكاوان |
| بنغلاديش                                                      | 147,570    | 169,356,251   | 1040,5           | دكا             |
| بوتان                                                         | 38,394     | 777,486       | 17.8             | تيمفو           |
| تايلاند                                                       | 514,000    | 71,601,103    | 127.4            | بانكوك          |
| تيمور الشرقية                                                 | 15,007     | 1,320,942     | 73.8             | ديلي            |
| سنغافورة                                                      | 704        | 5,941,060     | 6,545.7          | سنغافورة        |
| الفلبين                                                       | 300,000    | 113,880,328   | 308.9            | مانيلا          |
| فيتنام                                                        | 331,690    | 97,468,029    | 259.6            | هانوي           |
| كمبوديا                                                       | 181,035    | 13,388,910    | 74               | بنوم بنه        |
| لاوس                                                          | 236,800    | 7,425,057     | 28.2             | فيينتيان        |
| ماليزيا                                                       | 329,847    | 33,573,874    | 84.2             | كوالالمبور      |
| ميانمار                                                       | 676,578    | 53,798,084    | 70.3             | نايبيداو        |
| جنوب آسيا:                                                    |            |               |                  |                 |
| باكستان                                                       | 803,940    | 211,103,000   | 208.7            | إسلام أباد      |
| سريلانكا                                                      | 65,610     | 21,773,441    | 322.0            | كولومبو         |
| المالديف                                                      | 300        | 521,457       | 1,263.3          | ماليه           |
| نيبال                                                         | 147,181    | 30,034,989    | 200.5            | كاتماندو        |
| الهند                                                         | 3,287,263  | 1,407,563,842 | 349.2            | نيو دلهي        |
| غرب آسيا:                                                     |            |               |                  |                 |
| أذربيجان                                                      | 86,660     | 10,312,992    | 102.736          | باكو            |
| الأردن                                                        | 92.300     | 11,148,278    | 57.5             | عمّان            |
| أرمينيا                                                       | 29.800     | 2,790,974     | 280.7            | يريفان          |
| إسرائيل                                                       | 20,770     | 7.112.359     | 290.3            | تل أبيب         |
| الإمارات العربية المتحدة                                      | 82.880     | 4.621.399     | 29.5%            | أبوظبي          |
| إيران                                                         | 1,648,195  | 87,923,432    | 42.8             | طهران           |
| البحرين                                                       | 665        | 1,463,265     | 987.1            | المنامة         |
| تركيا                                                         | 756,768    | 84,775,404    | 76.5             | أنقرة           |
| جورجيا                                                        | 69,700     | 4,636,400     | 65.1             | تفليس           |
| السعودية                                                      | 2,149,690  | 35,950,396    | 12.0             | الرياض          |
| سوريا                                                         | 185,180    | 21,324,367    | 92.6             | دمشق            |
| العراق                                                        | 437,072    | 43,533,592    | 54.9             | بغداد           |
| عمان                                                          | 309,500    | 4,520,471     | 12.8             | مسقط            |
| فلسطين                                                        | 6.257      | 4.277.000     | 683.5            | القدس           |
| قبرص                                                          | 9.250      | 1,244,188     | 83.9             | نيقوسيا         |
| قطر                                                           | 11,437     | 2,688,235     | 69.4             | الدوحة          |
| الكويت                                                        | 17,820     | 4,250,114     | 118.5            | الكويت          |
| لبنان                                                         | 10,452     | 5,592,631     | 353,6            | بيروت           |
| اليمن                                                         | 555,000    | 32,981,641    | 35.4             | صنعاء           |
| الإجمالي                                                      | 43.810.582 | 4,694,576,167 | 89,07            |                 |

:ملاحظة: يقع جزء من مصر (شبه جزيرة سيناء) جغرافيًا في غرب آسيا، ومساحتها 60,088 كم2، عدد سكان سيناء كاملة يبلغ حوالي 1.400.000 نسمة، تنقسم شبه جزيرة سيناء إلى محافظتين هما:-
شمال سيناء وعاصمتها العريش.
جنوب سيناء وعاصمتها الطور.
- أنظر أيضا : قائمة بدول آسيا التي تغيرت اسمائها خلال القرن العشرين

## الاقتصاد
| 'اقتصاد آسيا' خلال عام 2003 ما لم يرد خلاف ذلك                                                                 |                             |
| تعداد السكان:                                                                                                  | 3958768100 (تقديرات 2006)   |
| الناتج المحلي الإجمالي (PPP) :                                                                                 | 18.077 تريليون دولار أمريكي |
| الناتج المحلي الإجمالي (العملة) :                                                                              | 8.782 تريليون دولار         |
| الناتج المحلي الإجمالي / للفرد (PPP) :                                                                         | 4,518 دولار                 |
| الناتج المحلي الإجمالي / للفرد (العملة) :                                                                      | $ 2,143                     |
| مليونيرات | 2.0 مليون (0.05 ٪)          |
| معظم الأرقام من برنامج الأمم المتحدة الإنمائي منذ عام 2002، استبعدت بعض الأرقام لدول محددة بسبب نقص المعلومات. |                             |
| |                             |

تمتلك آسيا ثالث أكبر ناتج محلي إجمالي على مستوى القارات، بعد أمريكا الشمالية وأوروبا، ولكنها الأكبر عند قياسه من جانب تعادل القوى الشرائية، كما في 2007، وتمتلك الصين أكبر اقتصاد قومي داخل آسيا، من حيث الناتج الإجمالي لديها من الناتج المحلي الإجمالي GDP)، ويليها اليابان والهند وجنوب كوريا وأندونيسيا. ومع ذلك، فمن حيث الاسم (قيمة التبادل) يكون ترتيبهم هو اليابان، الصين، الهند، وجنوب كوريا والمملكة العربية السعودية وتايوان وأندونيسيا. ومنذ عام 1960، حافظت جنوب كوريا على أعلى معدل نمو اقتصادي في آسيا، الملقبة باسم النمور الآسيوية، حيث أصبحت من الدول الصناعية الجديدة في عام 1980 ودولة متقدمة بحلول القرن الـ 21. وفي أواخر عام 1990 وبداية عام 2000 تزايد اقتصاديات جمهورية الصين الشعبية والهند بسرعة كبيرة، بمتوسط معدل نمو سنوي لكلًا منهم أكثر من 8%. وتشمل الدول التي تتمتع بمعدل نمو عالي الآن في آسيا كلًا من ماليزيا، الفلبين، باكستان، فيتنام، منغوليا، أوزبكستان، والدول الغنية بالمعادن مثل كازاخستان، تركمانستان، إيران، بروناي، الإمارات العربية المتحدة، قطر، الكويت، المملكة العربية السعودية، البحرين، سلطنة عمان، والعراق
خلال الألفية الأولى، كانت الهند تمتلك أكبر ناتج محلي إجمالي بما يتراوح بـ 30% من الناتج المحلي الإجمالي العالمي. وبحلول عام 1500 تخطت الصين الهند، ولكن على مدار الأربع قرون التالية كان الاثنان في تنافس متبادل بين المركز الأول والثاني من حيث أكبر ناتج محلي إجمالي، ذلك حتى أن استبدت بهم الإمبراطورية البريطانية (باستثناء الهند) في منتصف القرن التاسع عشر. وامتلكت اليابان أكبر اقتصاد في آسيا بعد عقود عديدة من الحرب العالمية الثانية وثاني أكبر اقتصاد من أي دولة واحدة على مستوى العالم، بعد تجاوز الاتحاد السوفيتي (تم قياسها بحسابات دقيقة) في عام 1986 وألمانيا عام 1968. (ملحوظة: عدد الاقتصادات الفائقة عالميًا تكون أكبر، مثل الاتحاد الأوروبي (EU)، واتفاقية التجارة الحرة في أمريكا الشمالية (NAFTA) أو (APEC). وفي أواخر عام 1980 وبداية 1990، وصل حجم الناتج المحلي الإجمالي في اليابان بما يقارب بقية دول آسيا مجتمعة. وفي عام 1995، تساوى اقتصاد اليابان تقريبًا مع اقتصاد الولايات المتحدة ليحتل أعلى اقتصاد في العالم إلى اليوم بعدما سجلت العملة اليابانية ارتفاع بما يعادل 97 ين/ دولار. وتَركز النمو الاقتصادي في آسيا منذ الحرب العالمية الثانية وحتى عام 1990 في اليابان كما تركز أيضًا في أربع مناطق هي جنوب كوريا وتايوان وهونغ كونغ وسنغافوره الواقعة في حوض المحيط الهادي، المعروفة باسم النمور الآسيوية، وتعد جميع هذه الدول الآن من الدول المتقدمة حيث تمتلك أعلى ناتج محلي إجمالي للفرد في آسيا.
من المتوقع أن تتجاوز جمهورية الصين الشعبية اليابان لتحصل على أعلى قيمة إسمية وتعادل القوة الشرائية والناتج القومي المحلي في آسيا خلال عقد من الزمان. ومن المتوقع أيضًا أن تتقدم الهند على اليابان من حيث القيمة الإسمية للناتج المحلي الإجمالي بحلول عام 2020. ومن حيث نصيب الفرد من الناتج المحلي الإجمالي، وكلًا من القيمة الإسمية وتعادل القوى الشرائية فستصبح جنوب كوريا هي ثاني أغنى دولة في آسيا بحلول عام 2050، متخطية بذلك ألمانيا، والمملكة المتحدة وفرنسا. وبحلول عام 2050، وفقا لتقرير عام 2006 من شركة برايس ووترهاوس كوبر، ستمتلك الصين أعلى اقتصاد في العالم (43% أكثر من الولايات المتحدة عند تعادل القوى الشرائية، بالرغم أنها من الممكن أن تكون أصغر من الولايات المتحدة من حيث القيمة الإسمية).

### التكتلات التجارية
- التعاون الاقتصادي لآسيا ومنطقة المحيط الهادي
- الاجتماع الاقتصادي بين آسيا وأوروبا
- رابطة أمم جنوب شرق آسيا
- مجلس التعاون الخليجي
- اتفاقية الشراكة الاقتصادية الوثيقة
- اتحاد الدول المستقلة
- اتحاد جنوب آسيا للتعاون الإقليمي

### الموارد الطبيعية
تعدّ قارة آسيا أكبر قارة في العالم بفارق كبير، وهي غنية بالموارد الطبيعية، مثل البترول، والغابات، والماء والأرز والنحاس والفِضة.

### الصناعة في آسيا
عادة ما تكون الصناعة في آسيا أقوى في شرقها وجنوب شرقها، خصوصًا في الصين وتايوان وجنوب كوريا واليابان والهند والفلبيين وسنغافورة. وتستمر اليابان وجنوب كوريا في سيادة منطقة التعاونات متعددة الجنسيات، ولكن الصين والهند يحرزوا نجاحًا كبيرًا. وتقيم الكثير من شركات أوروبا وأمريكا الشمالية وكوريا الجنوبية واليابان علاقات مع دول آسيا النامية لتستفيد من وفرة إمدادها بالعمالة الرخيصة والبنية التحتية المتطورة المتعلقة بها.

### التمويل والخدمات الأخرى
تمتلك آسيا أربع مراكز تمويل رئيسية هي: طوكيو وهونغ كونغ وسنغافورة وشنغهاي. وأصبح مراكز الاتصالات وتعهيد العمليات التجارية (BPOs) هي الموظفين الرئيسين في الهند، وباكستان والفلبيين نظرًا لتوافر مجموعة كبيرة من العمال ذو المهارة العالية والتحدث باللغة الإنجليزية. وساعد زيادة استخدام المصادر الخارجية في اعتبار الهند واليابان كمراكز تمويلية. وأصبحت الهند مركز رئيسيًا للاستعانة بالمصادر الخارجية نظرًا لحجم مجال تكنولوجيا المعلومات التنافسي الكبير.

## التاريخ البدائي

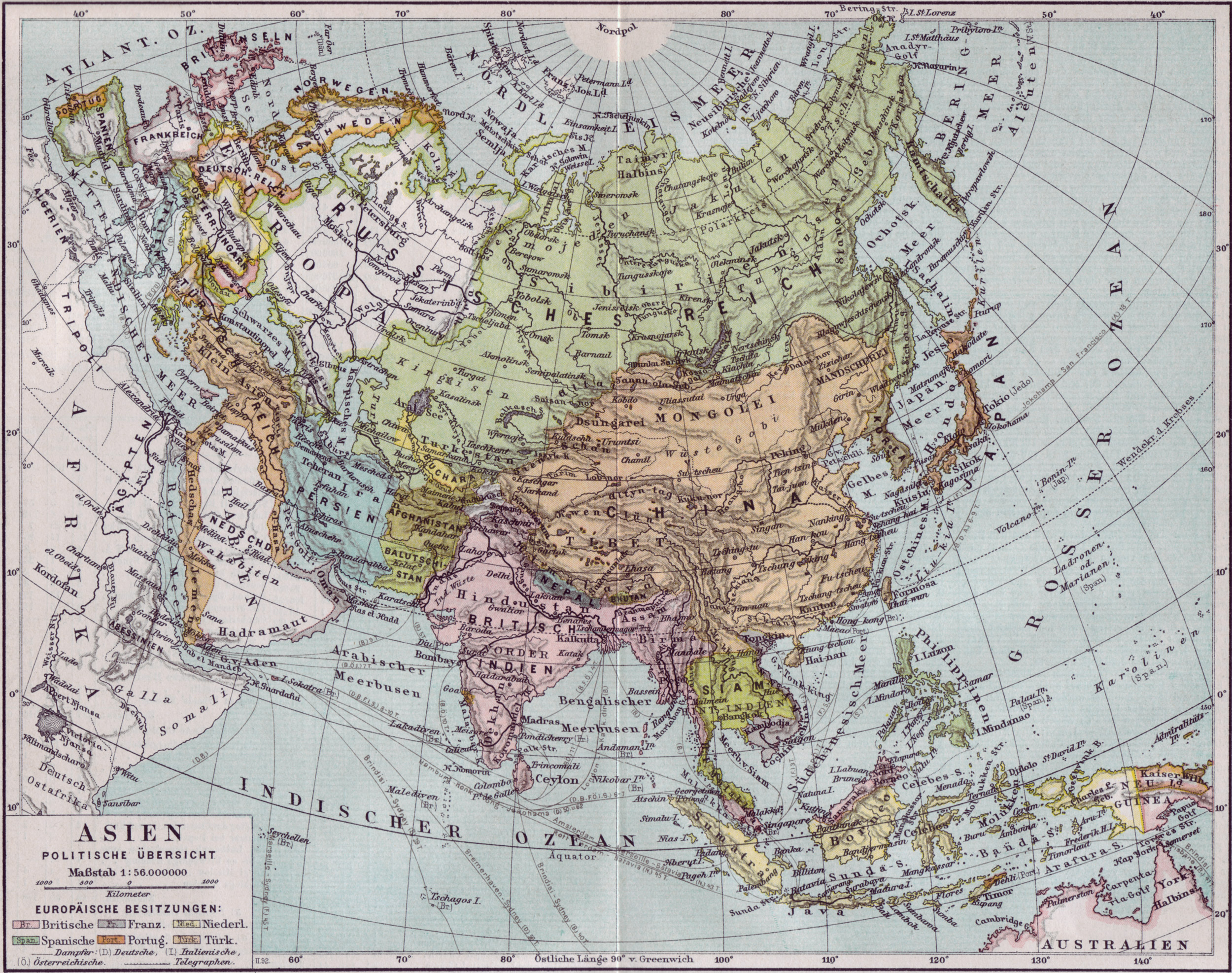
خريطة لقارة آسيا في عام 1890.

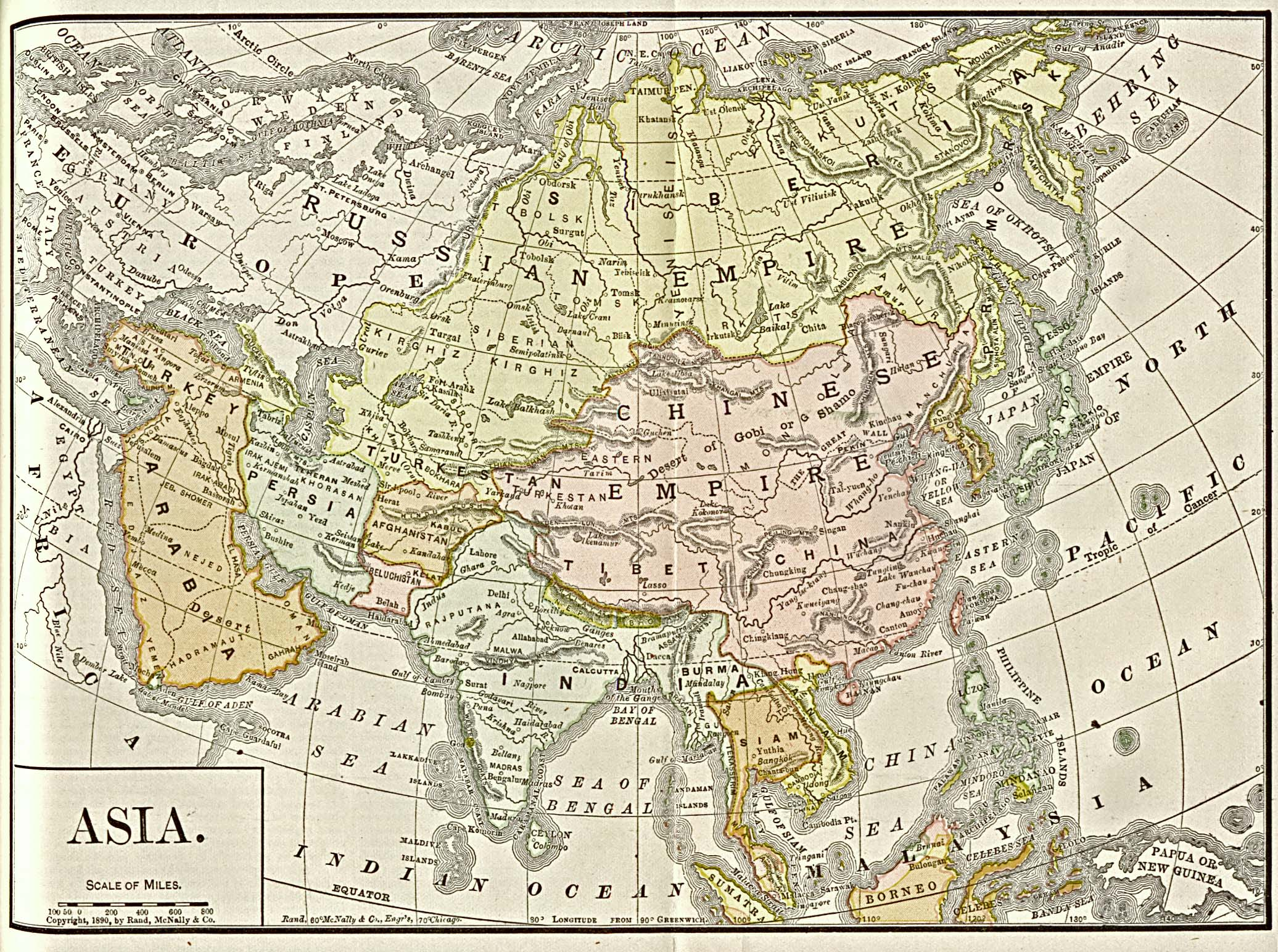
خريطة لقارة آسيا، 1892.

يمكن رؤية تاريخ آسيا في صورة تواريخ مميزة للعديد من المناطق الساحلية المحيطة: شرق آسيا وجنوب آسيا وجنوب شرق آسيا والشرق الأوسط المرتبط بالكتلة الداخلية للسهوب الآسيوية الوسطى.
كانت المدن الساحلية المحيطة مأوى لبعض حضارات العالم البدائية المعروفة، حيث تطورت كل واحدة منهم حول وديان النهر الخصبة. وتشاركت الحضارات في بلاد ما بين النهرين، وادي السند والهونجي في العديد من التشابهات. ويمكن أن تكون هذه الحضارات قد قامت بالتبادل الجيد في التكنولجيا والأفكار مثل الرياضيات والفيزياء. ويبدو أن الابتكارات الأخرى، مثل الكتابة، قد تطورت في كل منطقة على حدة. وتطورت المدن والدول والإمبراطوريات في هذه الأراضي المنخفضة.
كانت منطقة السهول المركزية مأهولة لفترة طويلة بفرسان البدو الذين كانوا يستطيعوا أن يصلوا لأي مكان في آسيا عبر السهول. وكان الهند- أوروبيين هم الذين افترضوا التوسع خارج السهول في باديء الأمر، حيث نشروا لغتهم في الشرق الأوسط، وجنوب آسيا، وحدود الصين حيث كان يقيم التوكارينيين. وكان معظم الجزء الشمالي لآسيا والذي يشتمل على معظم سيبريا لايمكن الوصول إليه إلى حد كبير بسبب الغابات الكثيفة والمناخ والتندرا. ولا تزال هذه المناطق تمتلك كثافة سكانية منخفضة للغاية.
ظل المركز والدول المحيطة به منفصلين إلى حد كبير بواسطة الجبال والصحاري. حيث شكلت جبال القوقاز والهيمالايا وصحاري كراكورم والجوبي حواجز طبيعية جعلت فرسان السهول البدوية يمروا بصعوبة بالغة. في حين أن سكان المدن الحضرية كانوا أكثر تقدما من الناحية التكنولوجية والاجتماعية، إلا أنهم كانوا يستطيعوا في العديد من الحالات أن يقوموا بالقليل فقط من ناحية الجانب العسكري لصد حشود الفرسان القادمة من السهول الوسطى ومع ذلك، كانت الأراضي المنخفضة لا تملك ما يكفي من المراعي المفتوحة لدعم قوة الفرسان الكبيرة، ولهذا السبب مع أسباب أخرى، وجد البدو الذين استولوا على الصين والهند والشرق الأوسط أنفسهم متأقلمين مع المجتمعات المحلية الأكثر ثراءُ. horsebound؛ لهذه الأسباب وغيرها، من البدو الرحل الذين كانو يتنقلون فيها.

## اللغات والأدب
تعدّ آسيا موطن للعديد من العائلات اللغوية واللغات المنفصلة. وتمتلك معظم الدول الآسيوية أكثر من لغة واحدة والتي يتم التحدث بها كأساس. على سبيل المثال، وفقا للدراسة العلمية للتفريق بين الأجناس البشرية، فهناك أكثر من 600 لغة يتم التحدث بها في أندونيسيا، وأكثر من 800 في الهند وأكثر من 100 في الفلبين. أما الصين فلديها العديد من اللغات واللهجات المحلية في المحافظات المختلفة.

### جوائز نوبل

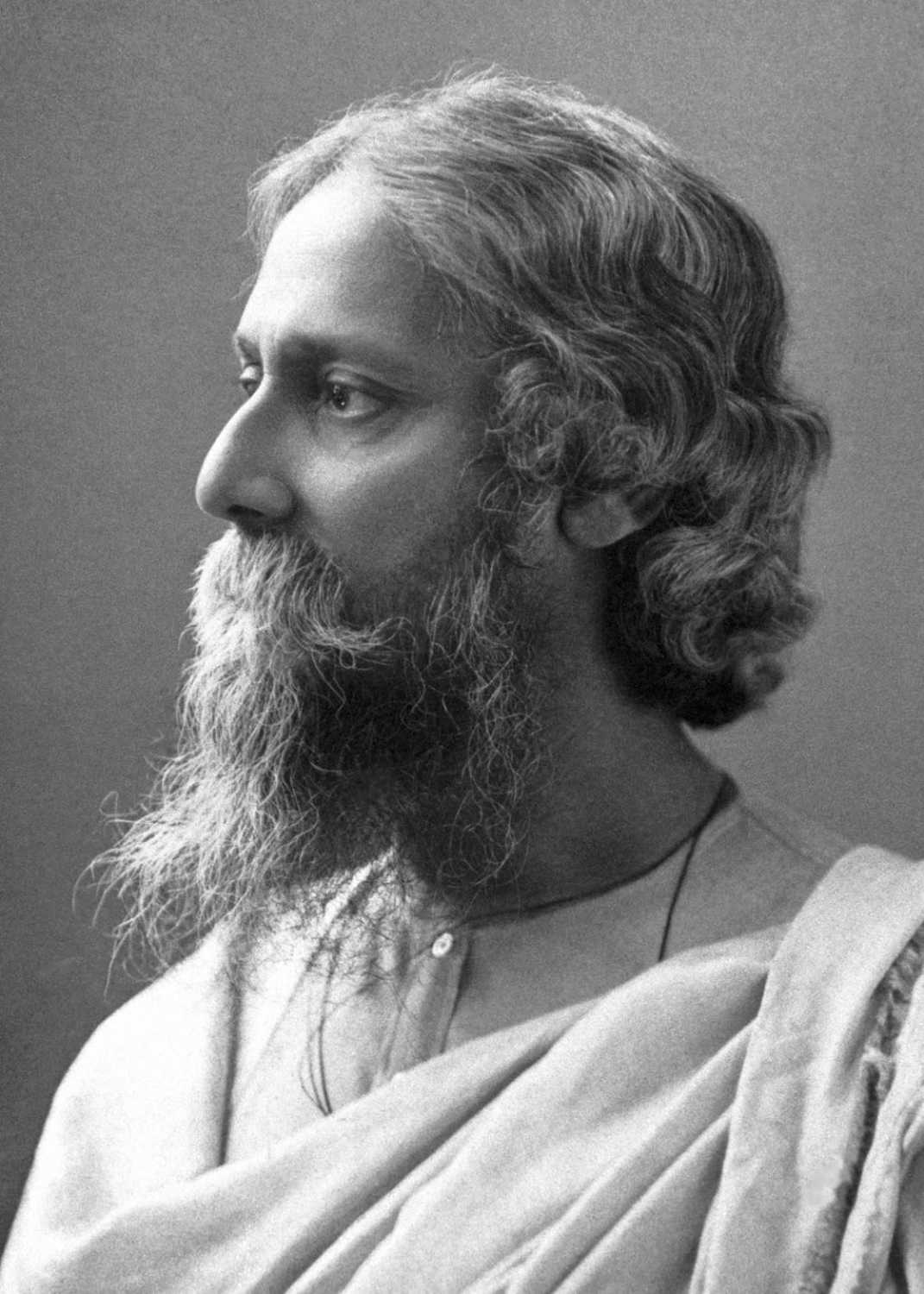
رابندراناث طاغور، أول آسيوي حائز على جائزة نوبل.

أصبح العلّامة رابندراناث طاغور، وهو شاعر وكاتب درامي بنغالي من سانتينيكيتان، تقع حاليا في بنغال الغربية في الهند، أول شخص آسيوي يحصل على جائزة نوبل عام 1913. حيث فاز بجائزة نوبل في الأدب عن تأثير أفكار أعماله النثرية الملحوظة بالإنجليزية والفرنسية وغيرها من الآداب القومية في أوروبا والأمريكتين. وهو أيضًا كاتب النشيد الوطني لكل من بنجلاديش والهند.
ويُقال أن اسم طاغور أُطلق على فائز آخر بجائزة نوبل بنغالي هندي، والفائزة بجائزة نوبل عام 1998 في الاقتصاديات هي، أماراتيا سين. تركز شغل سين حول القضايا العالمية بما فيها المجاعة، والرفاهية، وتطور العالم الثالث. حصلت أماراتيا سين على درجة الماجيستير من كلية ترينتي، جامعة كامبريدج بالمملكة المتحدة من 1998 - 2004 لتصبح أول آسيوية ترأس كلية «أوكسبريدج».
ويتضمن الكتاب الآسيوين الآخرين الذين حصلوا على جائزة نوبل ياسوناري كواباتا (اليابان، 1966)، وكينزابورو أوي (اليابان، 1994)، وجاو كسينغجيان (جمهورية الصين الشعبية، 2000) والكاتب التركي أورهان باموك (تركيا، 2006).
كما فازت الأم تريزا في الهند وشيرين إبادي في إيران بجائزة نوبل للسلام لمجهوداتهم الملحوظة والمشرفة من أجل الديموقراطية وحقوق الإنسان، خصوصًا حقوق المرأة والطفل. عبادي هي أول إيرانية مسلمة تفوز بجائزة نوبل. وفازت أونج سان سو كيي أيضًا بجائزة نوبل للسلام عن نضالها المسالم وغير العنيف في ظل الديكتاتورية العسكرية في بورما. فهي ناشطة تنادي بالديموقراطية وعدم العنف وقائدة للرابطة الوطنية للديموقراطية في بورما (مينامار) وسجينة معروفة من أجل ضميرها. وهي بوذية ومنحت جائزة نوبل للسلام عام 1991.
السيد. س. ف. رامان هو أول آسيوي حصل على جائزة نوبل في العلوم. حيث حصل على جائزة نوبل في الفيزياء «لعمله على تشتيت الضوء ولاكتشاف التأثير الذي سمي باسمه بعد ذلك».

ويتضمن الآسيوين الآخرين الذين حصلوا على جائزة نوبل كلًا من صبرهمانيان شاندراسيخار، ومحمد عبد السلام، وشموئيل يوسف عجنون، و

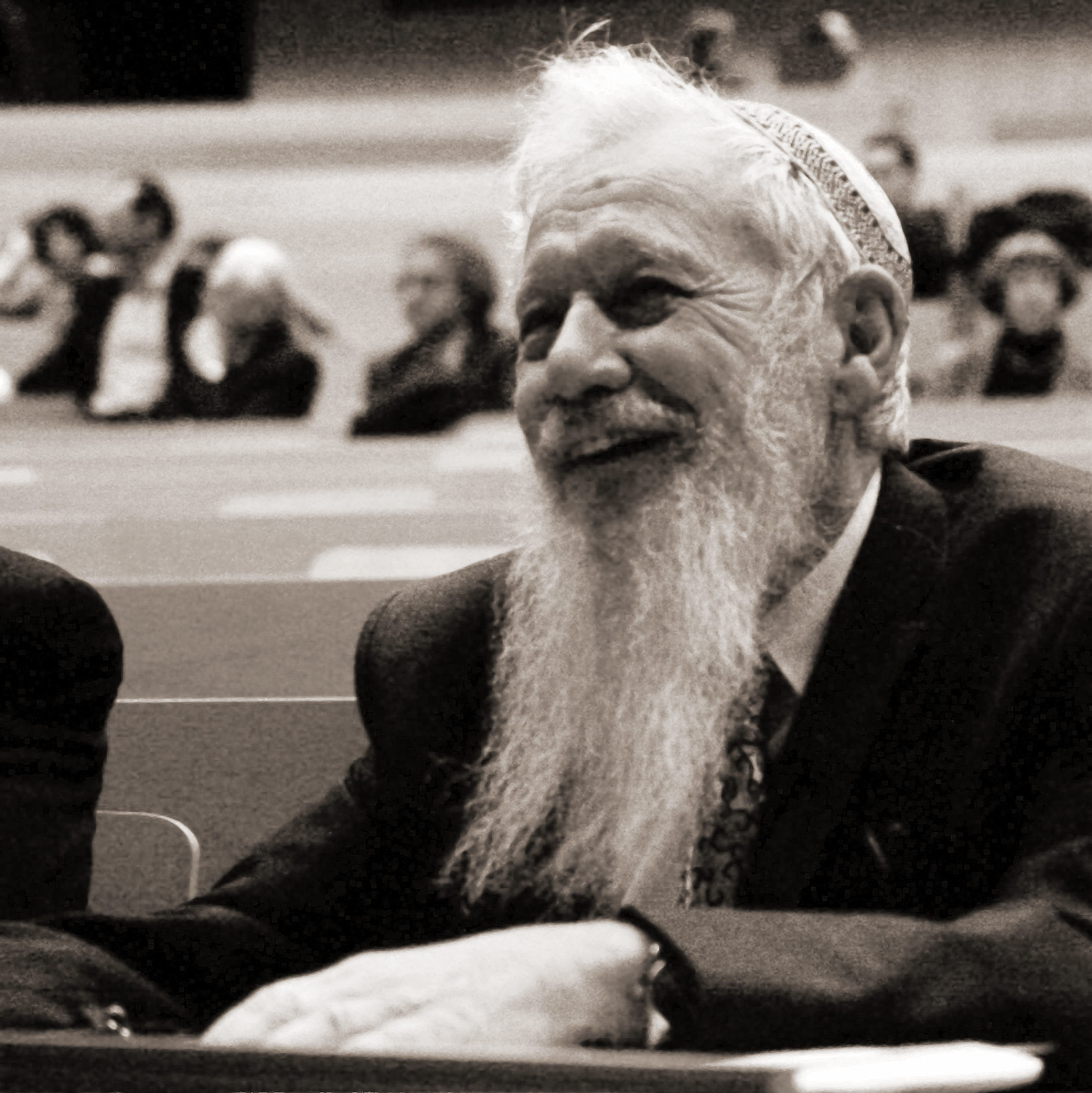
روبرت أومان

، ومناحيم بيغن، وسيشانوفر، وأفرام هيرشكو، ودانييل كاهنمان، وشيمون بيريز، وإسحاق رابين، وياسر عرفات، وخوزيه راموس هورتا والأسقف كارلوس فيليب اكسيمنس بيلو من تيمور الشرقية، وكيم داى جونغ، وثلاثة عشر من العلماء اليابانيين معظم الفائزين بجائزة نوبل من اليابان وإسرائيل فيما عدا سوزوكي ورامان (الهند)، وسلام فياض (باكستان)، وعرفات (الأراضي الفلسطينية) وكيم (كوريا الجنوبية).
في عام 2006، مُنح الدكتور محمد يونس من بنغلاديش بجائزة نوبل للسلام لإنشاء بنك جرامين، بنك التنمية الاجتماعي والذي يُقرض الأموال للفقراء، خصوصًا النساء في بنغلاديش. حصل د. يونس على درجة الدكتوراة في الاقتصاد من جامعة فاندربيلت في الولايات المتحدة. وهو معروف دوليا لمفهوم القروض الصغيرة التي تسمح للفقراء والمعوزين أن يقترضوا المال مع ضمانات ضئيلة أو معدومة. وعادة مايتم تسديد الأموال المقروضة خلال مدة محددة تكون حالات التخلف عن السداد قليلة جدًا.
تسلم الدالاي لاما عدد من الجوائز عبر حياته الروحية والسياسية. وفي 22 يونيو 2006، أصبح واحد من أربعة أشخاص فقط الذين يُعرفوا بمواطنتهم الفخرية من قبل الحاكم العام لكندا. وفي 28 مايو 2005، حصل على جائزة همفريس الكريسماس من الجمعية البوذية في المملكة المتحدة. وكان أبرز هذه الجوائز هي جائزة نوبل للسلام، والتي قُدمت في أوسلو يوم 10 ديسمبر 1989.

## المعتقدات

### الأساطير
الأساطير الآسيوية متنوعة. القصة الأولى وُجدت في أساطير بلاد ما بين النهرين، في ملحمة جلجامش. وتحكي الأساطير الهندوسية عن تجسد الإله فيشنو في شكل ماتسيا والتي حذرت مانو من الفيضانات الرهيبة. وفي الأساطير الصينية القديمة، كان على شان هاى جينغ، الحاكم الصيني لدا يو، قضاء 10 سنوات للسيطرة على الطوفان الذي اجتاح معظم الصين القديمة، وكان يساعده في ذلك الإله نووا الذي أصلح الجزء المكسور من السماء الذي كانت تهطل الأمطار الغزيرة من خلاله.

### الأديان
تغطي التقاليد الفلسفية الآسيوية طائفة واسعة من الأفكار الفلسفية، والكتابات. وتشتمل الفلسفة الهندية على الفلسفة الهندوسية والفلسفة البوذية. وتشمل عناصر السمو عن الأشياء المادية، في حين أن هناك مدرسة فكرية أخرى من الهند، كارفاكا، والتي تدعو إلى التمتع بالأشياء الموجودة في العالم. وتوجد الديانات الإبراهيمية أيضًا في معظم البلدان الآسيوية.

#### الديانات الإبراهيمية
نشأت الديانات الإبراهيمية المتمثلة باليهودية، والمسيحية والإسلام في غرب آسيا. وتُمارس الديانة اليهودية، وهي أقدم الديانات السماوية، في إسرائيل (التي يوجد بها أكبر نسبة من اليهود)، على الرغم من وجود بعض المجتمعات الصغيرة في دول أخرى مثل في بني إسرائيل في الهند. أما في الفلبين وتيمور الشرقية، فإن مذهب الكنيسة الرومانية الكاثوليكية هو السائد؛ حيث تم إدخالها بواسطة الأسبان والبرتغاليين، على التوالي. وفي أرمينيا، تكون المسيحية الأرثوذكسية هي المعتقد السائد. وتنتشر الطوائف المسيحية المتنوعة في أجزاء من الشرق الأوسط كما تنتشر في الصين والهند أيضًا. وتوجد أكبر تجمعات إسلامية (داخل حدود دولة واحدة) في أندونيسيا. وتحتوي جنوب آسيا (وخاصة باكستان والهند وبنغلاديش) على 30% من المسلمين. وهناك أيضًا جاليات إسلامية كبيرة في الصين ، وإيران، وماليزيا، وجنوب الفلبين، و (مينداناو)، وروسيا، ومعظم غرب آسيا وآسيا الوسطى.
تعدّ آسيا أكبر القارات من حيث المساحة والسكان، فتشمل 30% من اليابسة، ويعيش عليها تقريبا ثلاثة أخماس سكان العالم، وتقع تقريبا في نصف الكرة الشمالي. يحدها شمالًا المحيط القطبي الشمالي وبشرقه ممر بيرنج الجليدي. وفي الجنوب المحيط الهندي وبالغرب البحرين الأحمر والأبيض المتوسط. وشمال غرب تقع حدودها مع أوروبا. آسيا متصلة مع أوروبا بحيث أنه يمكن اعتبارهما قارة واحدة ولكنهما تعدّان قارتين لأسباب تاريخية، وتعدّ جبال الأورال ونهر الأورال الفاصل بينهما. ترتبط مع أفريقيا بشبه جزيرة سيناء وتعدّ قناة السويس الخط الفاصل بينهما. يقطن آسيا أكبر عدد من السكان مقارنة بالقارات الأخرى وفيها أكبر تجمعيين سكانيين في دول وهما الصين (1.3 مليار نسمة) والهند (1.1 مليار نسمة)، كما أن روسيا وهي أكبر دولة بالعالم من حيث المساحة بحث تغطي مساحة قدرها 17 مليون كيلومتر مريع، وهنا أصغر الدول مثل البحرين، المالديف، وسنغافورة مساحة كل منها أقل من 780 كيلومتر مربع. أكثر من خمسي بلاد آسيا بها سكان أقل من 6 ملايين نسمة. قامت بها أكبر عدد من الحضارات القديمة كحضارات الهند وبابل وسومر وآشور والفرس والصين. وحضارة الفنيقيين والحيثيين والحضارة الإسلامية.
تعدّ آسيا مزيجًا من التضايس والمعالم الأرضية ففيها أطول أنهار العالم وأكبر الصحاري، وأكثف الغابات. بالإضافة إلى أعلى واخفض نقطتين في العالم، حيث قمة إفرست في جبال الهملايا ترتفع 8,848 متراً عن سطح البحر وبذلك تكون أعلى نقطة في العالم، بينما أخفض نقطة تكون في البحر الميت وعمقها 399 متر تحت سطح البحر بين الضفة الغربية والأردن. زيادة على ذلك فإن دول آسيا فيها نظم سياسية متنوعة، بعض الأنظمة الشيوعية تحكم بلدان في آسيا كالصين وفيتنام. بعض الدول لها ملوك كالمملكة العربية السعودية ومملكة البحرين وبوتان. في بعض الدول الخليجية الشيوخ هم حكامها مثل الكويت وقطر والإمارات.

## أنظر أيضًا
- مطبخ آسيا
- شرق العالم
- الشرق الأدنى
- الشرق الأوسط
- الشرق الأقصى
- أعلام آسيا
- جغرافيا آسيا
- قائمة الدول ذات السيادة والأقاليم التابعة في آسيا
- إفريقيا
- قائمة المدن في آسيا
- دورة الألعاب الآسيوية
- آسيويون
- أوراسيا

## قراءات أخرى
مراجع الأعمال
- هغام، تشارلز. موسوعة الحضارات القديمة في آسيا. حقائق عن مكتبة ملفات تاريخ العالم. نيويورك : حقائق حول ملف، 2004.
- كاباديا، فيروز، ومانديرا موخرجي. موسوعة الثقافة الآسيوية والمجتمع. نيو دلهي : مطبوعات أنمو، 1999.
- ليفنسون، وديفيد، وكارين كريستنسن. موسوعة آسيا الحديثة. نيويورك: أولاد تشارلز سكريبنرز، 2002.
- كمال، نيراج. «انهضي آسيا : الرد على وايت بيرل». نيو دلهي : وردسميث، 2002، ISBN 81-87412-08-9

## وصلات خارجية
- (الأرشيف الأوروبي الرقمي على خرائط التربة في العالم - EuDASM)
- خريطة آسيا
- خرائط آسيا من نورمان. ب. مركز ليفينثال للخرائط في مكتبة بوسطن العامة
- فيلب بورنج، «ما هي آسيا؟» (جامعة كولومبيا آسيا للمتعلمين)،
- نيراج كومار، «أغنية سوان لآسيا»
- جغرافيا شرق أسيا

1. ↑  تقع سيبيريا في آسيا جغرافيًا ، لكنها تعتبر جزءًا من أوروبا ثقافيًا وسياسيًا.